# Mount Ananke
Mount Ananke är ett berg i Antarktis. Det ligger i Västantarktis. Argentina, Chile och Storbritannien gör anspråk på området. Toppen på Mount Ananke är 532 meter över havet.
Terrängen runt Mount Ananke är huvudsakligen kuperad, men österut är den platt. Trakten är obefolkad. Det finns inga samhällen i närheten. 